# Hasviks flygplats
Hasviks flygplats (norska: Hasvik lufthavn) är en regional flygplats väster om tätorten Hasvik på ön Sørøya i Finnmark fylke i norra Norge. 2005 hade flygplatsen 4579 passagerare vilket gjorde den till den näst minsta flygplatsen som Avinor driver.

## Faciliteter
Det finns inget utbud av butiker eller restauranger på flygplatsen. Taxiservice finns vid anslutning till terminalen samt gratis parkering dygnet runt.

## Historia
En enkel 420-meters grusbana öppnades 1973 på lokalt initiativ och lokal finansiering och användes för taxiflyg och flygambulans. Med statligt stöd byggdes banan ut till dagens längd vilket öppnades 1983, dock fortfarande grusbana. Dagliga flygningar enligt tidtabell startade. Banan asfalterades 1995 och Widerøes lite större Dash 8-plan infördes efter det.